# Parti indépendant démocrate féministe
Le Parti indépendant démocrate féministe (Partido Independiente Demócrata Feminista) est un parti politique uruguayen fondé à la fin de l'année 1932. Il apparait à la suite de l'approbation de la loi sur le suffrage féminin, et participe aux élections nationales de 1938.

## Histoire
C'est le premier parti politique non masculin du pays. Sa création a pour but de défendre les intérêts des femmes. Le nouveau parti apparaît lors des élections de 1938, en présentant une liste de députées avec à sa tête la féministe et autrice Sara Rey Alvarez.

## Idéologie
L'idéologie du parti se devine dans les positions prises par ses principales leaders féministes. Elles ne plaident pas pour la lutte de genre et le désir de collaboration entre hommes et femmes et maintiennent l'idée qu'un homme ne peut pas comprendre et/ou représenter les intérêts des femmes.
Le parti développe un programme d'action sociale de grande ampleur, où il s'agit d'abolir totalement le principe d'autorité, de donner le droit aux pères de participer à l'éducation des enfants, de prôner l'accès à la même profession, et, entre autres, de payer correctement le travail des femmes et leur permettre d’accéder aux mêmes emplois que les hommes, dans le but d'arriver à une égalité des sexes.
Bien que le parti se soit opposé au putsch de Gabriel Terra et à la dictature de facto, ses principales leaders comme Sara Rey Alvarez ont participé à la politique permise par le régime mis en place. C'est une des raisons du désaccord interne au parti, car il a généré l'éloignement de nombreuses membres.